# Vinnytsia oblast
Vinnytsia oblast är ett oblast (provins) i Ukraina. Huvudort är Vinnytsia. Andra större städer är Hajsyn.